# Ofensiva sobre o sul de Abyan em 2016
Ofensiva sobre o sul de Abyan em 2016 refere-se a uma ofensiva lançada em Abyan no final de fevereiro de 2016 pela al-Qaeda na Península Arábica (AQAP), que terminou com a vitória dos islamitas e na expulsão dos combatentes tribais iemenitas leais ao presidente Abdrabbuh Mansur Hadi.

## Importância estratégica
O sul de Abyan está localizado em uma região de grande importância estratégica para a AQAP, devido à sua conexão geográfica com a cidade costeira de Mucala, quartel general da AQAP. Mucala foi capturada pelos islamitas no verão de 2015, a primeira grande vitória da AQAP desde o início da guerra.

## Ofensiva
A AQAP começou a tomar parte de outras áreas remanescentes do sul de Abyan a partir do início de fevereiro, quando adentraram em Ahwar e outras cidades. Durante os combates por Awhar, três insurgentes da AQAP foram mortos por combatentes do Movimento do Sul durante um confronto em um posto de controle.  A grande ofensiva começou na madrugada do dia 20 de fevereiro, com a AQAP primeiramente tomando Ahwar, depois Shuqrah, em um dia de combate, o que resultou na morte de três lealistas ao governo Hadi. Também no mesmo dia, a AQAP atacou a nova base do governo Hadi na cidade portuária de Aden, matando um líder tribal e um de seus guarda-costas. Depois que os combatentes tribais abandonaram o sul de Abyan e se dirigiram para o norte, a AQAP hasteou suas bandeiras no prédio do governo, estabelecendo uma corte da sharia e um emirado, liderado por Tawfiq Belaidi, irmão de Abu Hamza al-Zinjibari, que foi morto em um ataque por drones estadunidenses em 3 de fevereiro.